# Los amantes del Círculo Polar
 Los amantes del Círculo Polar és una pel·lícula espanyola de Julio Medem estrenada el 1998.

## Argument
Otto i Ana es coneixen des de la seva més tendra infantesa. Es retroben al cercle polar, a Lapònia quan ja són adults.
La pel·lícula té una trama circular, estructura que es repeteix en altres aspectes (per exemple, en els noms dels seus personatges principals, Otto i Ana, són dos palíndroms). Els dos es troben un dia després de l'escola, quan al morir el pare d'Ana, la seua mare es casa amb el pare d'Otto.
En un principi Ana creu que Otto és la reencarnació del seu pare, però finalment acaben enamorant-se. Per diverses raons, els dos joves se separen, i Otto es converteix en pilot de missatgeria entre Espanya i el cercle polar àrtic. Ana va a la mateixa àrea per fugir del seu passat, i intenta posar-se en contacte amb ell de nou. A la fi, un dels personatges principals mor en un accident. Des del punt de vista d'Ana, Otto mor, i des del punt de vista d'Otto, Ana mor.

## Repartiment
- Najwa Nimri: Ana
- Fele Martínez: Otto
- Maru Valdivieso: Olga
- Nancho Novo: Álvaro
- Peru Medem: Otto nen
- Pep Munné: Javier

## Producció
Los amantes del Círculo Polar va ser rodada a Madrid i en diverses localitzacions de Finlàndia. Julio Medem basa part de la pel·lícula en la seva pròpia experiència d'amors adolescents en el seu barri. que també incloïa una referència a la seva mare basca i pare alemany en una escena en la qual un pagès basc rescata un paracaigudista alemany encallat. Medem deia que això era «una manera de reunir els dos costats de la meva família».

## Al voltant de la pel·lícula
Els temes desenvolupats són recurrents a l'obra de Medem: mort, atzar, amor decebut, evasió a vastos paisatges naturals, sexe, etc.

## Premis i nominacions
- La pel·lícula va rebre dos premis a la XIIIa edició dels Premis Goya:
  - Millor muntatge (Ivan Aledo)
  - Millor banda sonora original (Alberto Iglesias)
- Najwa Nimri va aconseguir l'Ondas per la seva interpretació del personatge d'Ana